# Воскресенское (Зилаирский район)
Воскресенское (баш. Воскресенка) — село в Зилаирском районе Республики Башкортостан Российской Федерации. Входит в состав Юлдыбаевского сельсовета.

## География

### Географическое положение
Расстояние до:
- районного центра (Зилаир): 48 км,
- центра сельсовета (Юлдыбаево): 8 км,
- ближайшей железнодорожной станции (Сибай): 86 км.

## Население
| 2002 | 2009 | 2010 |
| ---- | ---- | ---- |
| 188  | ↗194 | ↘159 |

Национальный состав
Согласно переписи 2002 года, преобладающие национальности — русские (49 %), башкиры (49 %).